# خالد مرعي
خالد مرعي (مواليد 22 نوفمبر 1970) هو مخرج أفلام ومونتير مصري. بدأ حياته الفنية في مجال المونتاج، ثم انتقل للعمل كمخرج أفلام حيث اشتغل خاصة مع النجم أحمد حلمي، حيث قدما معًا أفلام مثل آسف على الإزعاج، عسل إسود، ولف ودوران، ثم أخرج مسلسلات تلفزيونية أبرزها نيران صديقة، السبع وصايا.

## سيرته الذاتية
ولد خالد مرعي في 22 نوفمبر 1970 في القاهرة. عمل على مدار عشر سنوات كمونتير في العديد من الأعمال، منها: (جنة الشياطين، أيام السادات، سهر الليالي، تيتو، بحب السيما)، ثم إتجه إلى الإخراج منذ عام 2007 من خلال فيلم (تيمور وشفيقة)، وواصل منذ الوقت مسيرته في الإخراج، حيث قدم أفلام (آسف على الازعاج، عسل أسود، بلبل حيران)، كما قدم للدراما التليفزيونية مسلسلات (شربات لوز، نيران صديقة، السبع وصايا).
تعاون خالد مرعي مع الفنان احمد حلمي من خلال ثلاثة أفلام متتالية (آسف على الإزعاج، بلبل حيران، عسل أسود).

## فيلموجرافيا

### مونتاج
- 1999: جنة الشياطين
- 2001: افريكانو
- 2001: السلم والثعبان
- 2001: أيام السادات
- 2006: عمارة يعقوبيان
- 2001: كرسي في الكلوب
- 2002: محامي خلع
- 2003: سهر الليالي
- 2003: عسكر في المعسكر
- 2004: تيتو
- 2004: بحب السيما
- 2006: جعلتني مجرماً
- 2006: ظرف طارق
- 2009: إبراهيم الابيض
- 2011: 18 يوم

### إخراج
- 2007: تيمور وشفيقة
- 2008: أسف على الإزعاج
- 2010: عسل أسود
- 2010: بلبل حيران
- 2011: 18 يوم (كحك الثوره)
- 2011: فوق جزيرة لوحدنا
- 2012: شربات لوز
- 2013: نيران صديقة
- 2014: السبع وصايا
- 2015: العهد (الكلام المباح)
- 2016: العهد (نار الجنة)
- 2016: لف و دوران
- 2019: خيال مأتة
- 2022: البيت بيتي
- 2025 القرد و سياده

## وصلات خارجية
- خالد مرعي على موقع IMDb (الإنجليزية)

- صفحة المخرج على موقع السينما العربية
- صفحة المخرج على قاعدة بيانات الأفلام
- صفحة المخرج على موقع الفيلم قاعدة بيانات الأفلام العربية والعالمية نسخة محفوظة 12 يوليو 2017 على موقع واي باك مشين.